# Präsidentschaftswahl in Gambia 1982
Die Präsidentschaftswahl in Gambia 1982 fand am 4. und 5. Mai 1982 statt. Nach einer Schätzung hatte Gambia 1981 eine Bevölkerung von 692.658 Einwohnern.

## Wahlverfahren und -kreise
Es wurde der zum ersten Mal der Staatspräsident direkt vom Volk gewählt, zuvor wurde 1972 und 1977 der Präsident von dem Mitgliedern des Repräsentantenhauses (englisch House of Representatives) gewählt.
Die Wahl erfolgte gleichzeitig mit der Wahl des Parlaments.

## Wahlvorbereitung
|  | Kandidat      | Partei                           |
|  | ------------- | -------------------------------- |
|  | Dawda Jawara  | People’s Progressive Party (PPP) |
|  | Sheriff Dibba | National Convention Party (NCP)  |

Es stellten sich zwei Kandidaten Zur Wahl, zum einen der amtierende Staatspräsident Dawda Jawara mit seiner Partei People’s Progressive Party (PPP). Herausgefordert wurde er von Sheriff Dibba mit seiner Partei National Convention Party (NCP).

## Wahlausgang
Es wurden 189.115 gültige Stimmen abgegebenen. Dawda Jawara wurde mit 72,4 Prozent der Stimmen zum Staatspräsidenten auf eine Amtszeit von fünf Jahren wiedergewählt.
| Partei | Partei | Verwaltungseinheit | Verwaltungseinheit | Verwaltungseinheit | Verwaltungseinheit | Verwaltungseinheit | Verwaltungseinheit | Verwaltungseinheit | Verwaltungseinheit | Verwaltungseinheit | Verwaltungseinheit | Verwaltungseinheit | Verwaltungseinheit | Verwaltungseinheit | Verwaltungseinheit | Gesamt  | Gesamt |
| Partei | Partei | Banjul             | Banjul             | Kombo St. Mary     | Kombo St. Mary     | Brikama            | Brikama            | Mansa Konko        | Mansa Konko        | Kerewan            | Kerewan            | Georgetown         | Georgetown         | Basse              | Basse              | Gesamt  | Gesamt |
| ------ | ------ | ------------------ | ------------------ | ------------------ | ------------------ | ------------------ | ------------------ | ------------------ | ------------------ | ------------------ | ------------------ | ------------------ | ------------------ | ------------------ | ------------------ | ------- | ------ |
|        | Jawara | 7.338              | 64,1 %             | 10.135             | 58,8 %             | 21.640             | 62,2 %             | 13.396             | 72,9 %             | 25.600             | 67,3 %             | 32.840             | 85,8 %             | 26.071             | 84,0 %             | 137.020 | 72,5 % |
|        | Dibba  | 4.108              | 35,9 %             | 7.089              | 41,2 %             | 13.132             | 37,8 %             | 4.990              | 27,1 %             | 12.412             | 32,7 %             | 5.416              | 14,2 %             | 4.948              | 16,0 %             | 52.095  | 27,5 % |
| Gesamt | Gesamt | 11.446             |                    | 17.224             |                    | 34.772             |                    | 18.386             |                    | 38.012             |                    | 38.256             |                    | 31.019             |                    | 189.115 |        |